# 丸森町立筆甫小学校
丸森町立筆甫小学校（まるもりちょうりつ ひっぽしょうがっこう）は、宮城県伊具郡丸森町にあった小学校である。

## 学区
- 旧筆甫村区域[1]

## 沿革
- 1873年（明治6年）5月 - 大内小学校筆甫支校として開校
- 1879年（明治12年）12月 - 公立筆甫小学校が独立開校
- 1886年（明治19年）
  - 4月 - 新校舎完成
  - 6月 - 筆甫尋常小学校に改称
- 1921年（大正10年） - 筆甫尋常高等小学校に改称
- 1925年（大正14年） - 現在地に新校舎（当時）が完成
- 1941年（昭和16年）4月 - 筆甫国民学校に改称
- 1947年（昭和22年）4月 - 筆甫村立筆甫小学校に改称
- 1954年（昭和29年）12月 - 町村合併により丸森町立筆甫小学校と改称
- 1957年（昭和32年）10月 - 新校舎完成（当時）
- 1969年（昭和44年）7月 - プール完成
- 1973年（昭和48年）11月 - 体育館完成
- 1978年（昭和53年）11月 - 創立100周年記念式
- 1993年（平成5年）5月 - 校舎完成
- 2022年（令和4年）3月31日 - 町内5小学校が丸森小学校に統合し、閉校

## 教育目標
- 夢に向かって，主体的に学び，心豊かでたくましく生きる児童の育成